# エコーズ (芸能プロダクション)
株式会社エコーズ（英文社名；ECHOES.CO., LTD）は、東京都渋谷区に本社を置く日本の芸能事務所、モデルエージェンシー。

## 概要
日本人役者、外国人モデル、アーティスト等をマネジメントしている、芸能事務所。ナレーター、翻訳、海外ロケコーディネート等も行っている。外国人タレントおよびハーフ・クォーターのタレントが、キッズも含め1000名以上在籍。日本人役者も40名ほど所属。日本人として、音楽家、活動弁士、作曲家、アーティスト等のプロモーションも行っていた。2021年12月、日本人俳優部のマネージメントの新規受付を中止し、閉鎖した。

## 外国人専属所属タレント
- マンスール・ジャーニュ（セネガル）
- カーリー・レイ・オパール（カナダ）
- ジャック・フリーマン（アメリカ）
- マーティ・ホロベック（オーストラリア）
- アシヤ（ロシア）

## 日本人所属俳優・タレント
- 安藤理樹
- 泉光典
- 内田龍（劇団3.14ch）
- 卯ノ原圭吾（劇団キリンバズウカ）
- 大柿友哉
- 笠原賢人
- 岸宗太郎ｰ 劇団ではNPO法人として活動中（劇団ポップンマッシュルームチキン野郎）
- 篠原トオル（劇団ブルドッキングヘッドロック）
- 佐藤新太
- 杉木隆幸
- 竹内健史（劇団ブルドッキングヘッドロック）
- 中川敏伸
- 野口オリジナル（劇団ポップンマッシュルームチキン野郎）
- 古屋敷悠
- 村上ユキヒコ
- 山崎カズユキ
- 善積元
- 山本健介（The end of companyジエン社）
- 赤崎貴子
- 石本径代
- 大沢まりを
- 緒方ちか
- 菊池美里
- 木村梨恵子
- 櫻井あゆみ
- 清水穂奈美
- 高橋ルネ
- 辻川幸代
- 外村道子
- ながともともみ
- 中野あき
- 中村光里
- 鳴海由莉（劇団ブルドッキングヘッドロック）
- はしいくみ（劇団ブルドッキングヘッドロック）
- るいの あゆ
- 山田奈々子
- 横田恵美
- ワタナベミノリ

業務提携
- 堀田眞三

### 音楽家
- GENTLE FOREST JAZZ BAND
- ジェントル久保田
- 小田切大

### 活動弁士
- 片岡一郎

### アーティスト
- 小心ず-SHOSHINZ-
- おさらスープ
- to R mansion